# باشگاه فوتبال سووا
باشگاه فوتبال سووا یک باشگاه فوتبال از فیجی است که در لیگ برتر فیجی، بالاترین سطح فوتبال حرفه‌ای فیجی، رقابت می‌کند. این باشگاه در سووا مستقر است. ورزشگاه خانگی آنها ورزشگاه اچ‌اف‌سی بانک است.

## تاریخچه
با ورود اروپایی‌ها فوتبال در فیجی آغاز شد. باشگاه فوتبال سووا در سال ۱۹۰۵ تشکیل شد که متشکل از کارمندان اروپایی دولت و مشاغل بود. در سال ۱۹۱۰، تیمی از سووا در مقابل تیمی از نائوسوری بازی کرد. خدمه بازدید از کشتی‌های نیروی دریایی نیز با بازی‌های دوستانه فوتبال با تیم‌های محلی، خود را سرگرم کردند. در سال ۱۹۱۰، تیمی از سووا در مقابل تیمی از اچ‌ام‌اس پاورفول بازی کرد و ۳ بر ۱ پیروز شد. در سال ۱۹۱۴، تیمی از سووا با تیمی از اچ‌ام‌اس تورچ در پارک آلبرت بازی کرد و با نتیجه ۲ بر ۰ پیروز شد. در سال ۱۹۳۰، استاندار سووا دو زمین بازی در آنجا را برای استفاده در مسابقات فوتبال در دسترس قرار داد. در سال ۱۹۲۲، باشگاه سانشاین در سووا تأسیس شد. همچنین چهار تیم در سووا بودند که در زمین مدرسه برادران ماریست در توراک بازی کردند. در دسامبر ۱۹۲۷، لیگ مسابقات فوتبال مدارس را در پارک آلبرت ترتیب داد. مدارسی که در آن شرکت کردند، مدرسه رسالت متدیست، مدرسه برادران مریست و مدرسه اسلامیه بودند. با موفقیت این تورنمنت، لیگ در ۲۲ ژانویه ۱۹۲۸ تشکیل شد و کمیته فدراسیون فوتبال تشکیل شد. در سال ۱۹۳۶، این انجمن به اتحادیه فوتبال سووا تغییر نام داد. تعداد تیم‌ها در سال ۱۹۳۶ به ۸، در سال ۱۹۴۵ به ۱۶ و در سال ۱۹۵۸ به ۴۱ تیم افزایش یافت و مسابقات در مقاطع ارشد، ذخیره، متوسط و نوجوانان برگزار شد.
در سال ۱۹۷۷، باشگاه فوتبال سووا در لیگ برتر فوتبال فیجی، لیگ ملی فیجی ۱۹۷۷، که فصل افتتاحیه لیگ ملی فیجی بود، شرکت کرد.

## بازیکنان سابق
- عبدالعمان[۱]

## افتخارات
- لیگ برتر فیجی: ۴ قهرمانی
- مسابقات بین منطقه‌ای فیجی: ۱۳ قهرمانی
- جام نبرد غول‌ها: ۳ قهرمانی
- تورنمنت جام اتحادیه فوتبال فیجی: ۴ قهرمانی